# 黃鴻釗
黃鴻釗（1935年4月9日—2022年7月7日），中國歷史學家，南京大學歷史研究所教授、中國世界近代史學會副秘書長、廣東社會科學院客座研究員，主要研究中國近代史、中西關係史、澳門史及國際史。
1950年代，黃鴻釗研習俄語翻譯，1957年自北京俄語學院翻譯系肄業、1962年自南京大學歷史系畢業，讀了五年本科後攻讀研究生，師從著名史學家王繩祖教授研習國際關係史。自大學畢業以後，數十年來從事近代的世界史、國際關係史和中外關係史的研究工作。　

## 論著
1980年代，黃氏在中國大陸開設港澳史專題的學位課程，此後編成《澳門史》、《香港史》、《港澳大全》、《中葡澳門交涉史料》、《中英關係史》、《澳門史料拾遺》，以及《歷史上的澳門》等譯著。
學生時代師從王繩祖教授研習英國在西藏史，期間收集的中外著作和外交檔案，以此寫成《西藏問題的歷史淵源》、《西方列強與中國西藏》。他對19世紀西方在中國的歷史猶感興趣，主編了《國際關係史》、《百年國際風雲》等書。　
主要著作還有《遠東簡史》、《中東簡史》、《東歐簡史》、《澳門史綱要》、《世界近化史風雲》、《東方新航路與澳門》；譯著有《加里波第回憶錄》、《巴枯寧懺悔書》、《紅色檔案國際關係史料選譯》、《英俄在西藏的爭奪———外交文件選譯》等。
中共中山市委黨史研究室出版的《黃鴻釗史學文集》，共分兩輯，第一輯收入三編：港澳歷史散論、西藏風雲、英俄爭奪西藏及十七世紀澳門宗教和貿易等史料選譯；第二輯包括四編：大國爭霸與戰爭、東亞與東南亞、歐洲北美、蘇俄及美國內戰等史料選譯。